# Zenson di Piave
Zenson di Piave é uma comuna italiana da região do Vêneto, província de Treviso, com cerca de 1.694 habitantes. Estende-se por uma área de 9 km², tendo uma densidade populacional de 188 hab/km². Faz fronteira com Fossalta di Piave (VE), Monastier di Treviso, Noventa di Piave (VE), Salgareda, San Biagio di Callalta.

## Demografia
| Variação demográfica do município entre 1861 e 2011                               |
|                                                                                   |
| Fonte: Istituto Nazionale di Statistica (ISTAT) - Elaboração gráfica da Wikipedia |